# Verbenàcies
Verbenàcia, Verbenàcies o Verbenaceae, és una família de plantes amb flors.
Són plantes sovint aromàtiques amb les fulles oposades o verticilades simples i les flors irregulars, amb un calze persistent i acrescent. La corol·la un poc bilabiada o infundibuliforme o hipocraterimorfa. L'androceu amb 4 estams didínams o 2 per avortament, encara que també inserits en el tub de la corol·la. El fruit és esquizocarp desfent-se en 4 o 2 mericarps indehiscents. Solen ser herbes, moltes d'elles flairoses, o arbustos de branques tetragonals.
La família Verbenaceae inclou 32 gèneres i 800 espècies. Els estudis filogenètics han demostrat que nombrosos gèneres classificats tradicionalment a Verbenaceae pertanyen, en canvi, a Lamiaceae. El gènere de manglars Avicennia, de vegades situat a les Verbenaceae o a la seva pròpia família, Avicenniaceae, s'ha col·locat a les Acanthaceae.
Principalment són natives de climes tropicals.
Consta d'unes 2.000 espècies.

## Alguns gèneres
| - Aloysia - Amasonia - Callicarpa - Caryopteris - Citharexylum - Clerodendrum - Coleonema - Congea - Cornutia - Diostea | - Duranta - Garrettia - Gmelina - Holmskioldia - Hymenopyramis - Junellia - Lantana - Nashia - Oxera - Petrea | - Phyla (inclou Lippia) - Premna - Rhaphithamnus - Schnabelia - Sphenodesme - Stachytarpheta - Symphorema - Tectona – Arbre de la Teca - Tsoongia - Verbena |